# 질성형술

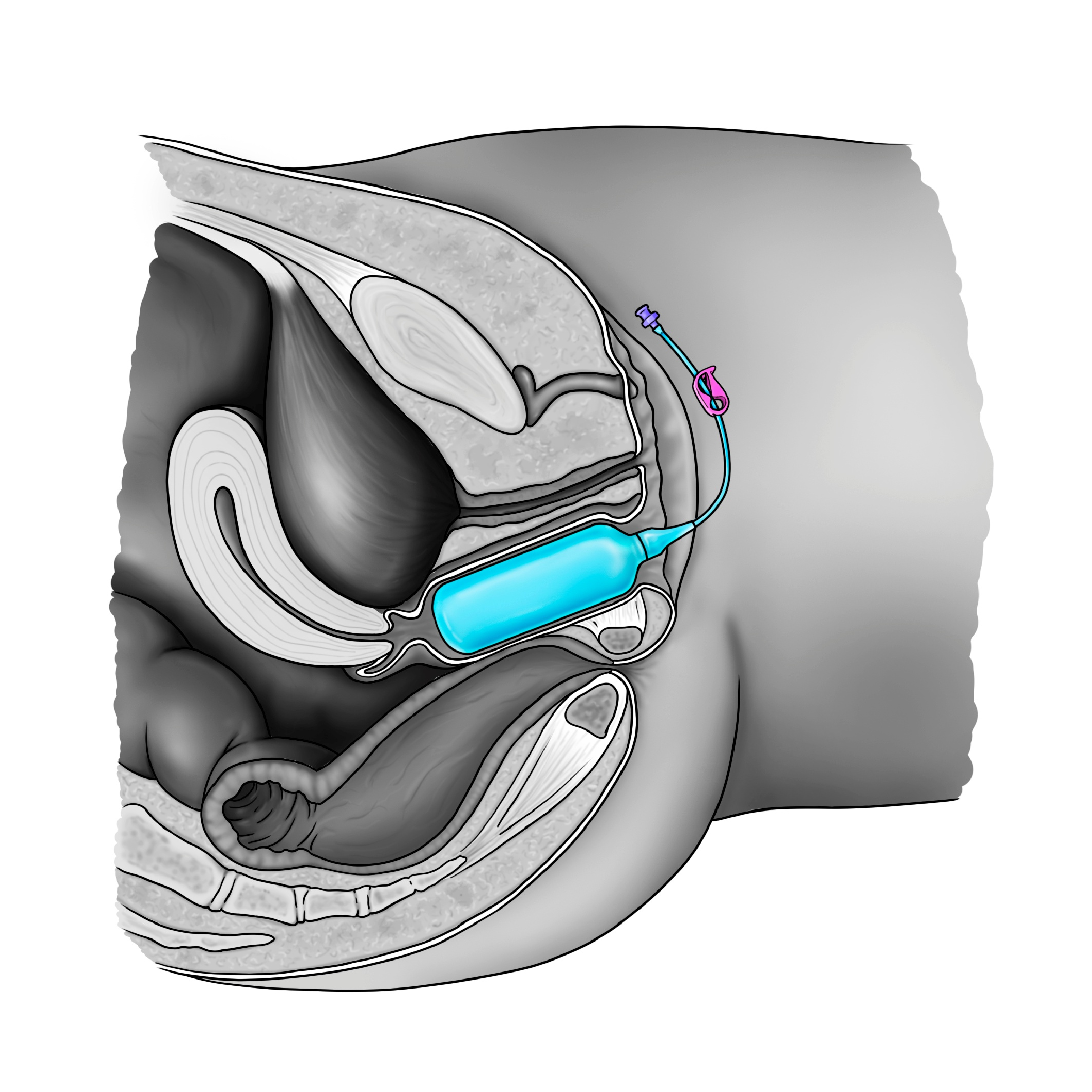
ZSI 200 NS 질 확장기

질성형술(영어: vaginoplasty)은 질과 그 주변에 대한 성형수술 또는 선천성 기형, 외상 등으로 질이 없거나 결함이 있는 사람에게 질을 만들어주는 수술이다.

## 기법
- 신질성형술(질 형성술, neovaginoplasty)은 질 폐쇄증등으로 질이 없거나 결함이 있는 사람에게 질을 만들어주는 수술이다. 가임여성은 질형성술을 받으면 일주일만 지나면 성교나 임신에는 지장이 없게된다. 단 자연분만은 불가능할 수도 있다. 트랜스여성이 성전환 수술으로 질형성술을 받고 성교를 하려면 6주의 시간이 걸린다. 성전환자는 일반 여성과 달리 질확장기를 써서 질을 확장하는 작업을 평생동안 해야한다.
- 여성화 성전환 수술
- 처녀막 봉합술
- 질축소수술

## 과정
질성형술은 조직의 자가이식이 필요하다

### 음경피부 반전법
음경의 해면체를 제거한 뒤 피부를 뒤집는다. 귀두로는 음핵을 만든다. 성전환자나 음핵비대증을 가진 간성환자에 적용한다.

### S결장 이용법
S 결장을 절제한 뒤 질 위치에 이식한다. 장액이 질액 역할을 해준다.

### 질 이식
실험실에서 질세포를 배양한 뒤에 이식한다.

## 같이 보기
- 간성 교정 수술
- 여성화 성전환 수술